# Otari
Otari (jap. 小谷村 Otari-mura) – wieś w Japonii, na wyspie Honsiu, w prefekturze Nagano. Według danych na rok 2020 miejscowość zamieszkiwało 2 647 mieszkańców , a gęstość zaludnienia wyniosła 9,9 os./km².